# Cayo Sulpicio Patérculo
Cayo o Gayo Sulpicio Patérculo  fue un político y militar romano, cónsul en el año 258 a. C. con Aulo Atilio Calatino en la primera guerra púnica.
Obtuvo Sicilia como su provincia, junto con su colega Atilio, pero este último tomó la conducción de la guerra, y por lo tanto algunos autores mencionan a este último como el único comandante en Sicilia.
Patérculo sin embargo, obtuvo un triunfo a su regreso a Roma, como podemos ver de los fastos triunfales.